# Abiogenes
Abiogenes av a- (icke) och biogenes (bildat genom levande organismer) handlar om livets uppkomst ur icke-liv. Termen kan syfta på flera slags teorier:
- Gamla och numera övergivna teorier om fortlöpande Uralstring. även kallad generatio æquivoca eller generatio spontanea, en fram till för några hundra år sedan spridd uppfattning om att vissa djur och andra organismer skulle uppstå ur död materia som jord och vatten, eller exempelvis fluglarver ur ruttnande kött.
- Moderna teorier om hur det första livet uppstod för flera miljarder år sedan; se Livets uppkomst. En känd beskrivning av hur detta skulle kunna gå till ges av Richard Dawkins, i Ancestor's Tale (2004).

Abiogenes brukar bara användas om försök till vetenskapliga förklaringar;
- för religiösa förkunnelser om livets uppkomst, se skapelseberättelse.